# Attavyros
Der 1215 m hohe Attavyros (griechisch Αττάβυρος; auch mit Ataviros, Attaviros oder Atabyrios transkribiert) ist der höchste Berg der griechischen Insel Rhodos in der Ägäis. Der massige Berg befindet sich südlich des Dorfes Embonas im mittleren Westen der Insel in der Attavyros-Kette. Sein Südwestgipfel, der sich etwa 4,5 km südwestlich des Hauptgipfels befindet, ragt 1062 m hoch auf. In gipfelnähe befindet sich in einem abgesperrten Bereich ein Radom.

## Mythologische Bedeutung
In der griechischen Mythologie spielt der Berg eine wichtige Rolle. Althaimenes soll auf dem Gipfel dem Zeus ein Heiligtum errichtet haben, um dem Schicksal, seinen Vater töten zu müssen, entgehen zu können.
Reste dieses Heiligtums sind bis heute erhalten. Daneben existiert auch eine christliche Kapelle.

## Alpinismus
Zum Gipfel führen zwei Wanderwege und seit Errichtung eines Windparks auf dem Nebengipfel Frameno auch eine schmale Straße, die im oberen Teil sogar asphaltiert ist.

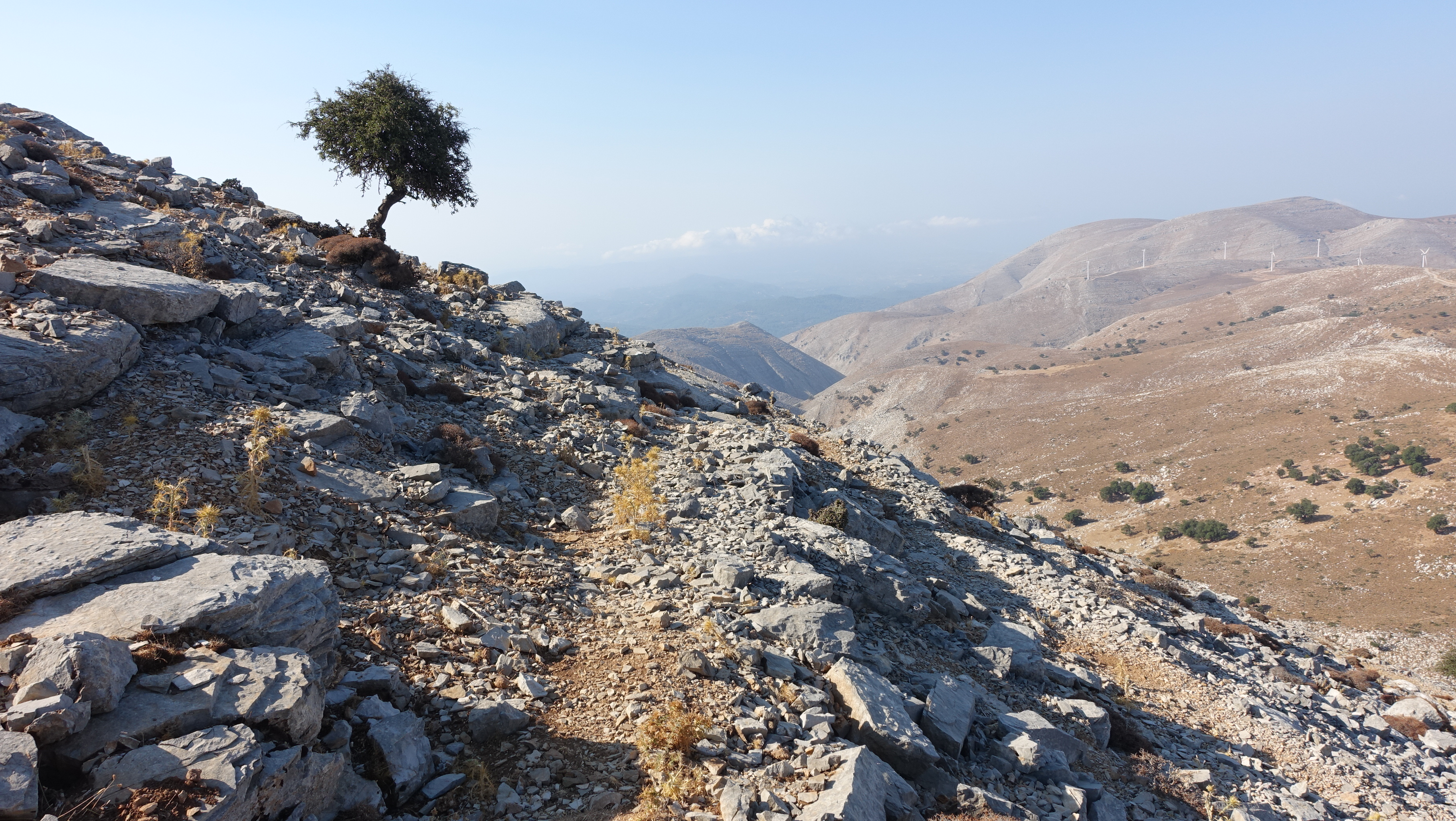
Besteigung über Südroute

Der alte Fußpfad vom Süden zum Gipfel, ausgeschildert mit dem griechischen Wegweiser Archi Monopati, führt von südlich gelegenen Dorf Agios Isidoros ohne steile Steigungen in zirka 2,5 bis 3 Stunden auf den Gipfel über die Südseite. Unterwegs spenden unter Kermeseichen angelegte Steinbänke Schatten und Verschnaufpausen (Gesamtlänge 17 km, rote Wanderung).
Von Embonas führt ein steilerer und in Abschnitten nur für erfahrene Wanderer geeigneter Weg zum Gipfel über die Nordwest-Seite. Der Aufstieg über viel loses Geröll dauert 2 Stunden und ist gut markiert mit roten Punkten oder Steinmännern. Der Abstieg (2 bis 2,5 Stunden) führt zunächst in südwestlicher Richtung in die Nähe des Windparks und dann über eine steinige Senke mit Flussbett teilweise pfadlos nach Embonas zurück. Das Flussbett endet in einer Schlucht mit einer Höhle (Gesamtlänge 12 km, schwarze Wanderung).

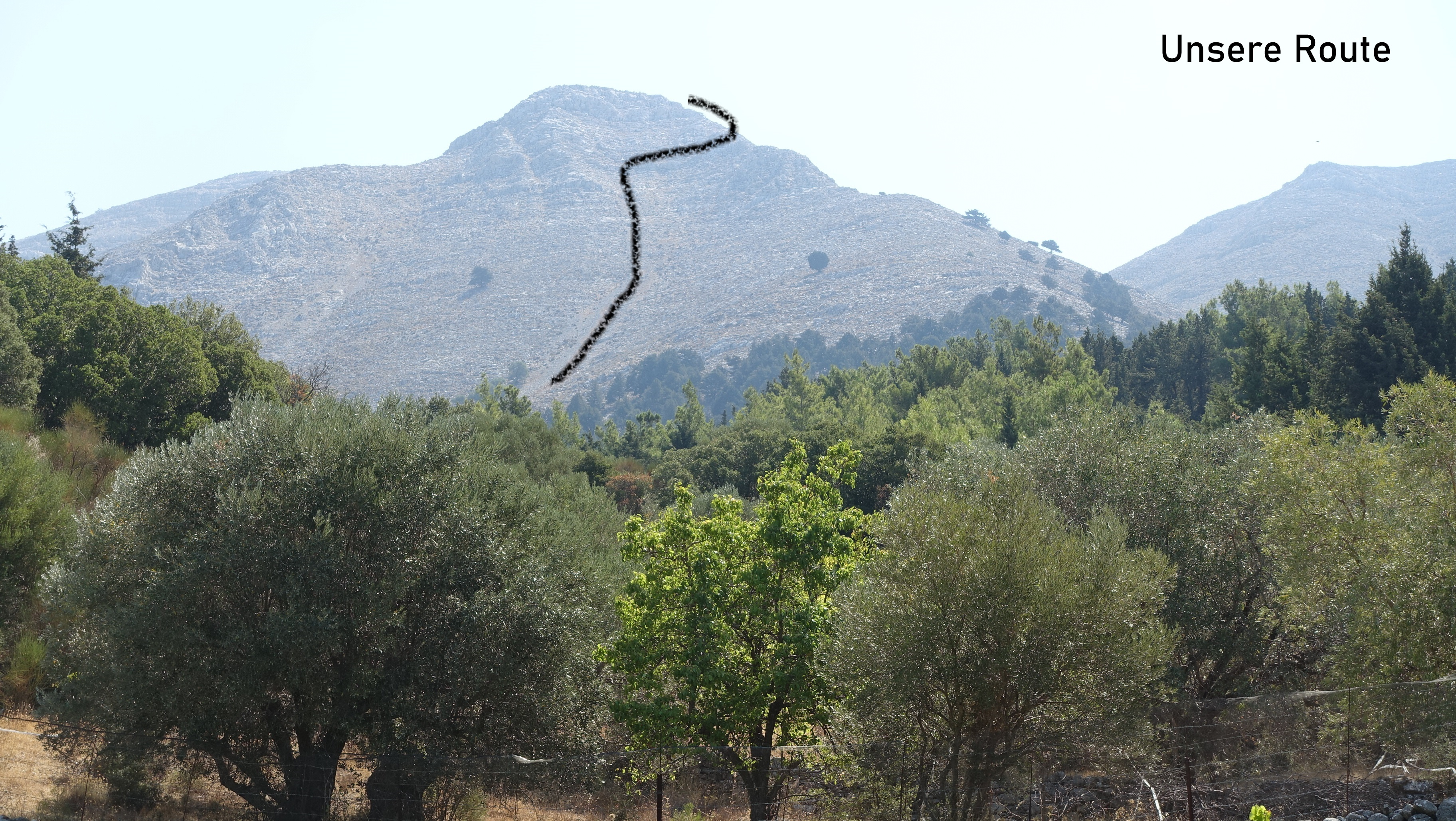
Steile Route zum Gipfel von Nordwesten

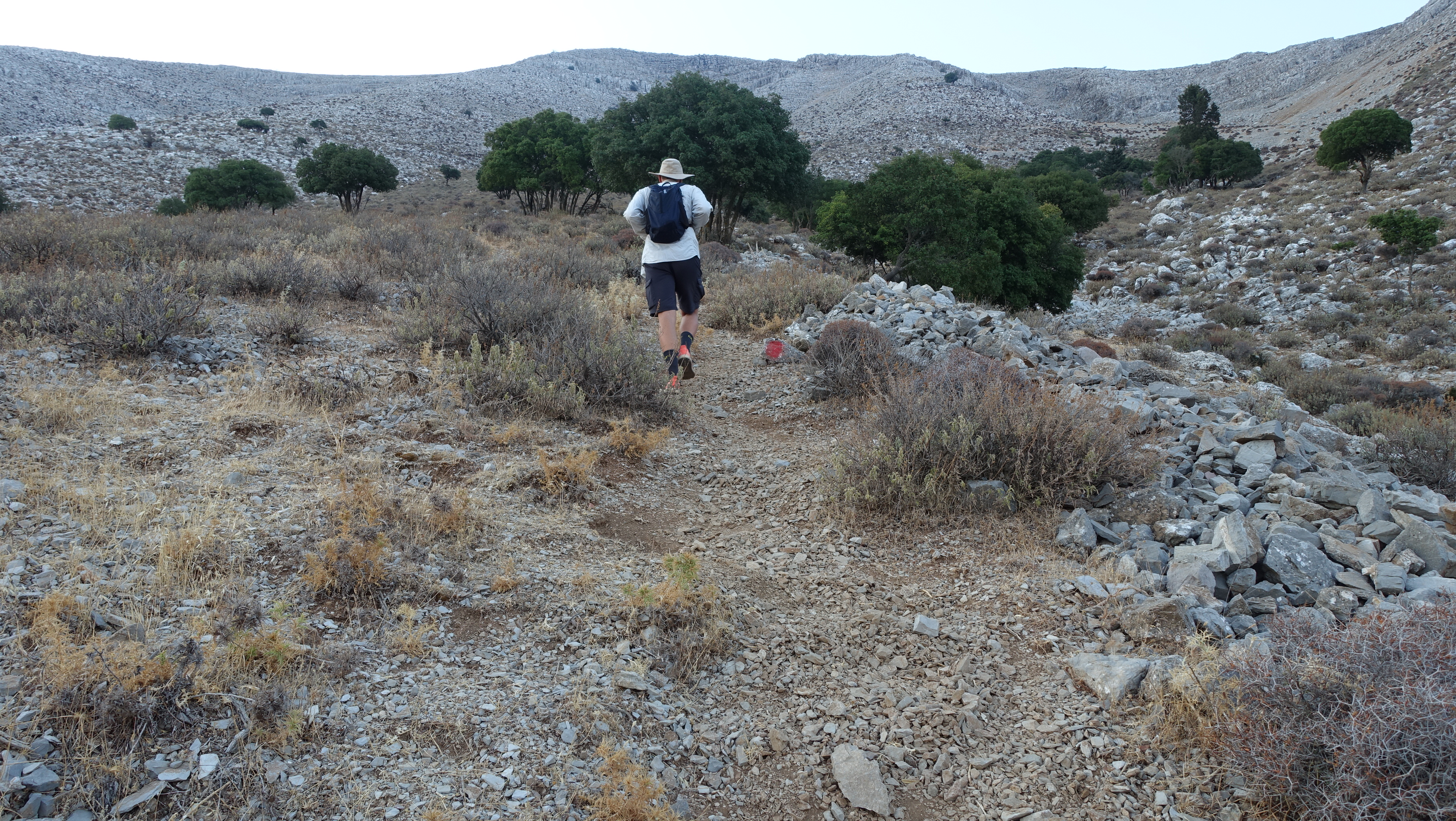
Nordwest Route mit losem Geröll und roter Wegmarkierung

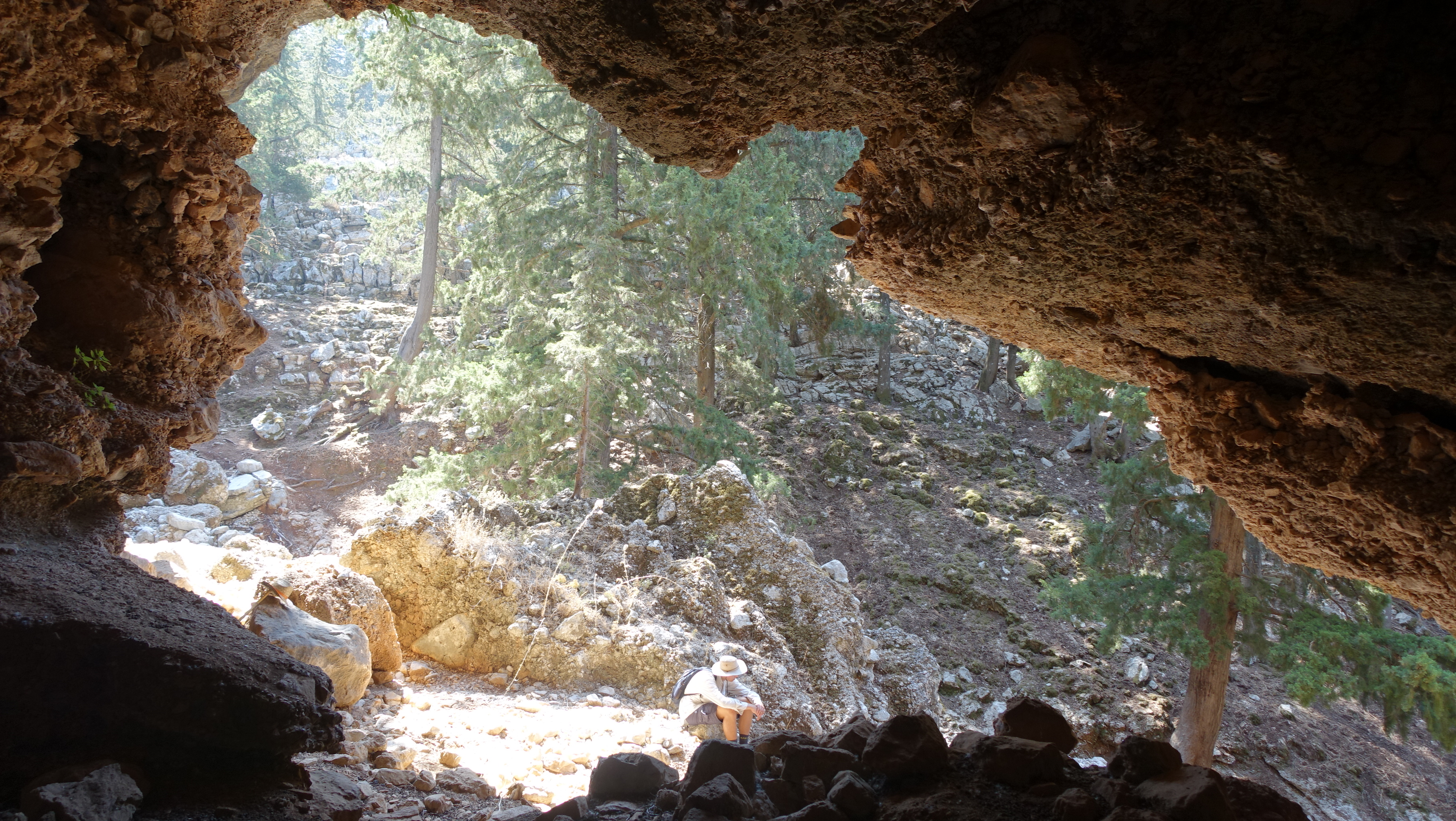
Höhle in der Schlucht kurz vor Embonas

Auf Grund seiner exponierten Lage gibt es gute Aussicht über Rhodos, Teile der Inselgruppe Dodekanes und zur türkischen Südwestküste. Bei besonders klarem Wetter ist in Richtung Südwesten hinter Karpathos sogar die durchschnittlich 300 km entfernte Insel Kreta zu erkennen.